# Geno Silva
Geno Silva (20 de enero de 1948 – 9 de mayo de 2020) fue un actor estadounidense de ascendencia mexicana, reconocido por su papel en la película Scarface como El Cráneo, el asesino a sueldo de Alejandro Sosa. Registró además apariciones en películas como 1941, Tequila Sunrise, The Lost World: Jurassic Park, Amistad, Mulholland Drive y A Man Apart.
Silva falleció en Los Ángeles el 9 de mayo de 2020. El actor padecía demencia.

## Filmografía

### Cine y televisión
| Cine       | Cine                          | Cine              | Cine         |
| Año        | Título                        | Papel             | Notas        |
| ---------- | ----------------------------- | ----------------- | ------------ |
| 1974       | Thomasine & Bushrod           | Taffy             |              |
| 1978       | Mean Dog Blues                | Tonto             |              |
| 1979       | Wanda Nevada                  | Fantasma Apache   |              |
| 1979       | 1941                          | Martinez          |              |
| 1981       | Zoot Suit                     | Galindo           |              |
| 1983       | Scarface                      | El Cráneo         |              |
| 1988       | Tequila Sunrise               | Policía mexicano  |              |
| 1989       | My Mom's a Werewolf           | Dr. Rod Rodriguez |              |
| 1991       | Night Eyes II                 | Luis              |              |
| 1996       | Walker Texas Ranger           | El Coyote         |              |
| 1997       | The Lost World: Jurassic Park | Carlos            |              |
| 1997       | Amistad                       | Ruiz              |              |
| 2001       | Mulholland Drive              | Emcee             |              |
| 2003       | A Man Apart                   | Memo Lucero       |              |
| 2005       | Tortilla Heaven               | Don Tránsito      |              |
| Televisión |                               |                   |              |
| Año        | Título                        | Papel             | Notas        |
| 1975       | On the Rocks                  | Joey              |              |
| 1976       | The Quest                     | Army Scout        |              |
| 1977       | How the West Was Won          | Red Hawk          | 2 episodios  |
| 1977       | Trouble River                 | Indio             |              |
| 1977       | McLaren's Riders              | Pete Sunfighter   |              |
| 1977       | The Young Pioneers            |                   |              |
| 1978       | Ishi: The Last of His Tribe   | Elder Uncle       |              |
| 1979       | The Chisholms                 |                   | 2 episodios  |
| 1980       | Wild Times                    | Ibran             | 2 episodios  |
| 1982       | Bret Maverick                 |                   |              |
| 1982       | La isla de la fantasía        | Claude            |              |
| 1991       | Days of Our Lives             | Domingo Salazar   | 2 episodios  |
| 1993       | Key West                      | Hector Allegria   | 13 episodios |
| 1996       | The Sentinel                  | Hector Carasco    | 2 episodios  |
| 1997       | Vanishing Point               | Mike Mas          |              |
| 2005       | Star Trek: Enterprise         | Senador Vrax      | 2 episodios  |